# Mohammad Daud Miraki
Mohammed Daud Miraki (pachto : محمد داؤد ميره کی) est un militant, écrivain et homme politique afghan.

## Jeunesse
Daud Miraki est né le 23 janvier 1967, à Kaboul, en Afghanistan,. Il appartient à la tribu Sulaimankhail de Wardak. Daud Miraki n'avait que 5 ans lorsque son père, le Général Ghulam Sediq Miraki, a été nommé Chef des services de renseignements du sud et du sud-ouest de l'Afghanistan, en poste à Kandahar. Il a redéménagé avec sa famille à Kaboul, où ils sont restés pendant quelques années. Ayant échappé à l'occupation soviétique en 1982, Daud et sa famille se sont réfugiés à Peshawar, au Pakistan. Par la suite, il s'installe en Allemagne en 1983 où il a séjourné pendant un an. En 1984, Daud et sa famille ont déménagé à Chicago, aux États-Unis.

## Éducation
Daud Miraki a étudié jusqu'à la 6e année dans une école primaire dans la province de Kandahar. Après avoir terminé sa 6e dans la province de Kandahar, sa famille a à nouveau déménagé à Kaboul, où il a terminé ses 7e et 8e années. Il a terminé sa 9e année au lycée afghan Syed Jamaludin de Peshawar. Il a reçu son diplôme d'école secondaire du lycée Senn de Chicago, en mai 1986.
Daud a été admis à l'Université de l'Illinois, à Chicago, où il a commencé des études de biologie. Cependant, il a changé sa spécialisation vers la science politique en raison de son désir de contribuer à l'amélioration de l'Afghanistan. En 1992, il a obtenu un baccalauréat en science politique.
Daud Miraki reçu deux Master. Son premier Master était en science politique, spécialisation en Relations Internationales, qu'il a terminé en 1993. Son deuxième Master a été en études moyen-orientales, spécialisation dans la résolution des conflits, qu'il a reçu en 1996. En 2000, il a obtenu son Doctorat en analyse des politiques publiques.

## Vie professionnelle
Daud Miraki a enseigné la gestion et la politique à l'Université d'État de Chicago pendant plus de trois ans.
Il a lancé une organisation à but non lucratif, Afghan DU & Recovery Fund afin de sensibiliser et de financer certains projets de nettoyage DU, relocaliser les habitants de villages bombardés, et de fournir de l'eau potable, ainsi que d'autres moyens de subsistance pour les pauvres de l'Afghanistan.

## Travail universitaire
Daud Miraki a écrit plusieurs rapports, des revues et un livre.
- L'Afghanistan après la Démocratie [6]
- L'Anatomie de la défaite américaine en Afghanistan (avril 2010)

## Opinions politiques
Daud Miraki est connu pour être un ultra-nationaliste en Afghanistan et la plupart de ses objectifs électoraux ont été axées sur l'ethnie Pashtoune et la langue Pachto. Selon Mirakai, les Pachtounes d'Afghanistan représentent environ 65 % de la population totale. Ainsi, le Pachto doit être proclamé comme la langue primaire de l'état, alors que le persan comme langue secondaire - inégal. Il est également un fervent partisan de la suppression de la Ligne Durand et de la formation d'un Afghanistan plus grand (annexion du Khyber Pakhtunkhwa et du Baloutchistan (Provinces du Pakistan).
Mirakai est aussi un ardent critique des forces de l'OTAN et de leurs actions/politiques en Afghanistan.